# Makiïvka
Makiïvka (in ucraino Макіївка?) o Makeevka (in russo Макеевка?) è una città dell'Ucraina orientale situata nell'oblast' e nel distretto di Donec'k della regione storica del Donbass, ma dall'aprile 2014 è occupata militarmente dalla Russia, parte della Repubblica Popolare di Doneck.
Importante polo siderurgico e minerario la città, che è tra i principali centri sia dell'oblast' ucraina che dell'autoproclamata repubblica separatista, fa parte di un agglomerato urbano che comprende le città di Donec'k, Avdiïvka, Charcyz'k, Dokučajevs'k, Jasynuvata e Vuhledar.

## Origini del nome
Secondo la leggenda il toponimo Makiïvka deriverebbe dal nome del primo colono cosacco del villaggio, Mokeja; la sostituzione della "o" con la "a" sarebbe il risultato di un fenomeno linguistico tipico della lingua russa denominato jakannja.

## Storia

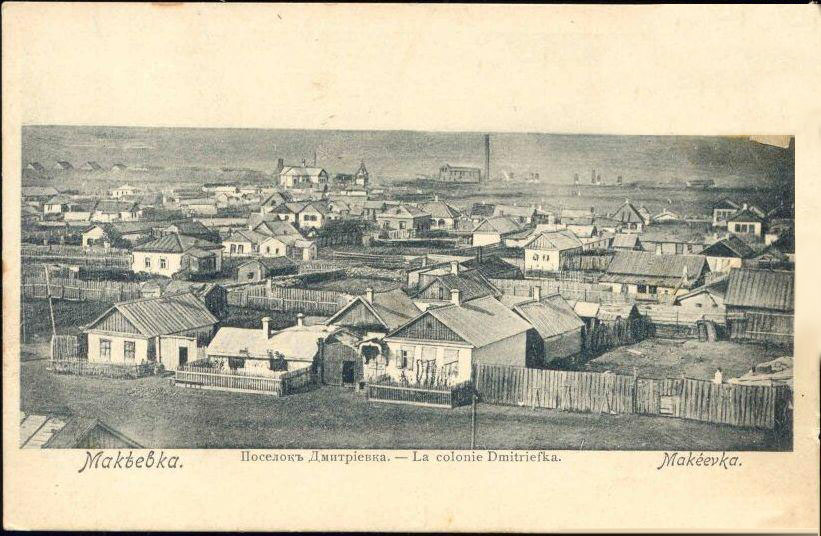
Il villaggio di Dmytriïvs'k agli inizi del XX secolo

I ritrovamenti archeologici più antichi, prevalentemente utensili, risalgono alla cultura acheuleana.
La data ufficiale di fondazione della città è l'anno 1690, a cui risale la prima menzione dell'insediamento cosacco di Jasynovka in un volume riguardante la descrizione storica e statistica del governatorato di Ekaterinoslav.
Nel corso del XIX secolo furono aperte le prime miniere seguite da impianti siderurgici e metallurgici. È intorno al 1892 che nei pressi delle miniere nacque l'insediamento operaio di Dmytriïvs'k che presto iniziò ad indicare i vari insediamenti sorti nella zona. Nel 1929 assunse il nome di Dmytrijevs'k-Stalins'kyj e poi nel 1931 Makiïvka.

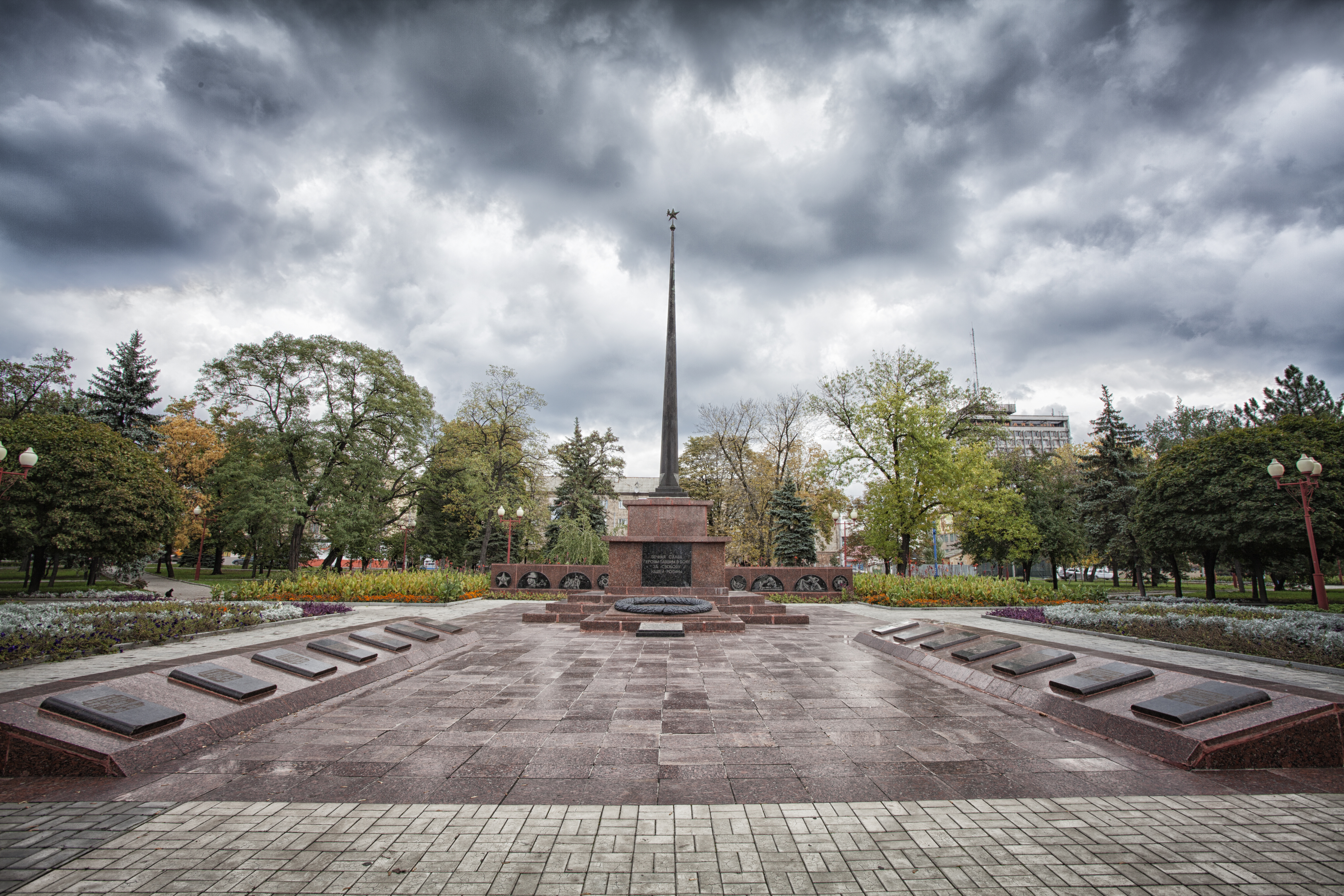
Viale degli eroi della rivoluzione e della guerra.

La città si sviluppò considerevolmente negli anni '30 ma l'arrivo della seconda guerra mondiale la distrusse quasi completamente; almeno 30000 civili furono uccisi mentre altri 15000 furono deportati. Il centro abitato e le industrie furono ricostruite nel dopoguerra e nel 1977 la città fu insignita dell'Ordine della Bandiera rossa del lavoro.
Il 20 gennaio 2011 in città si sono verificate due esplosioni di matrice terroristica, di cui una in un centro commerciale e l'altra di fronte alla sede dell'azienda mineraria Makiïvvuhillja.

## Società

### Evoluzione demografica
Secondo il censimento del 2001 la popolazione di Makiïvka era di circa 432 800 abitanti, il che la rende la terza città dell'oblast' dopo il capoluogo Donec'k e Mariupol' e la 13ª a livello nazionale.

### Etnie e minoranze straniere
Al censimento del 2001 poco più della metà della popolazione era di etnia russa (50,8%) mentre la rimanente percentuale era suddivisa tra: ucraini (45%), tatari (1,1%), bielorussi (1,1%), georgiani (0,3%) ed altri (1,4%).

### Lingue e dialetti
Della popolazione complessiva l'88,74% parla russo, mentre l'ucraino si attesta al 10,2%; presenti in via ben più minoritaria anche bielorusso (0,11%), armeno (0,1%), tataro (0,04%), moldavo (0,02%), polacco e greco (0,01%) e in percentuali minime anche bulgaro, ungherese, gagauzo, tedesco, romeno, slovacco ed ebraico.

## Infrastrutture e trasporti

### Ferrovie
La città è servita da due stazioni ferroviarie Makiïvka (o Makiïvka-Vantažna), capolinea della ferrovia Mospyne-Makiïvka, e Makiïvka-Pasažyrs'ka, lungo la linea Jasnuvata-Pasažyrs'ka-Krynyčna.

### Mobilità urbana

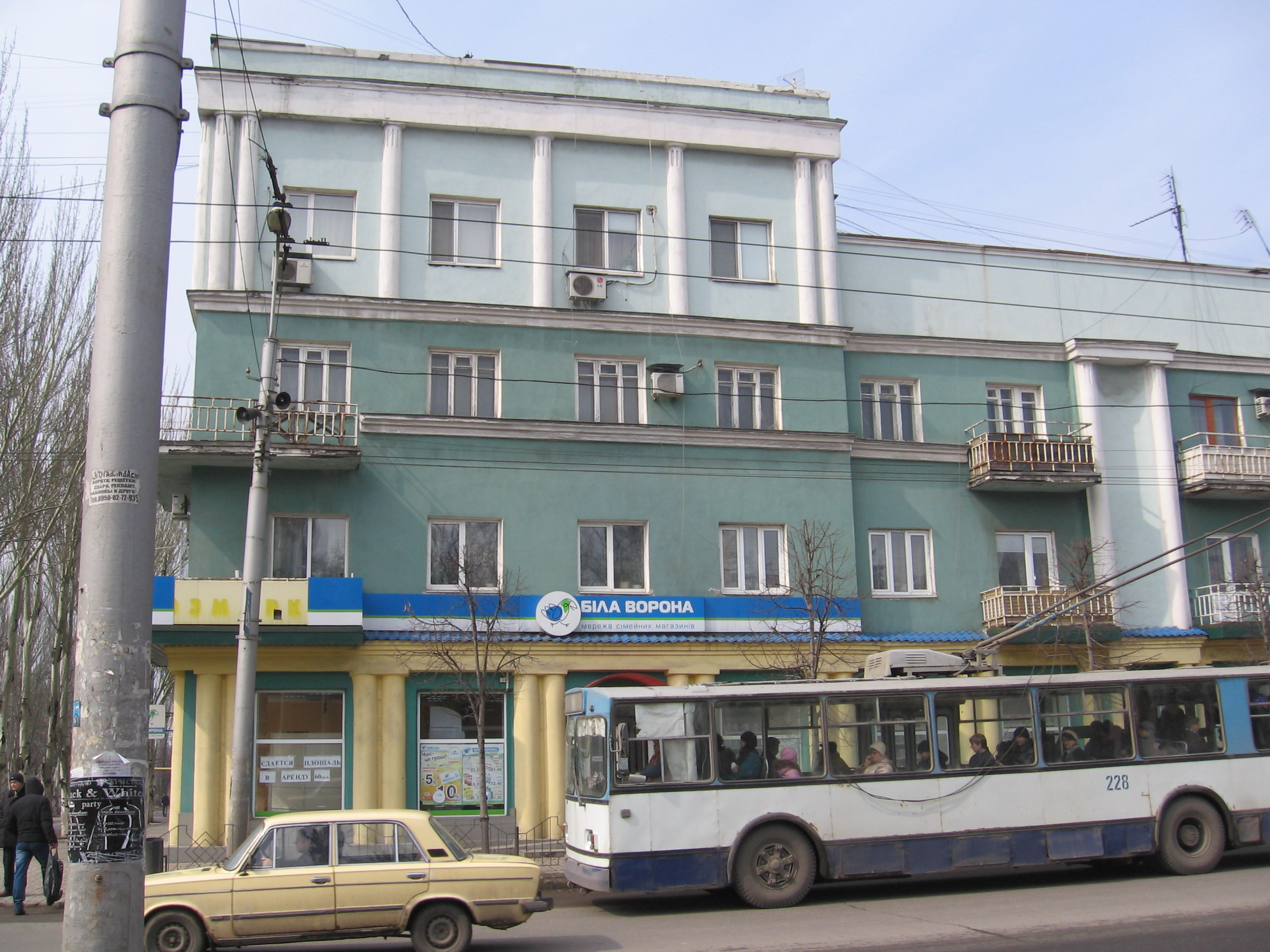
Un filobus ZiU-9 in servizio a Makiïvka.

Il trasporto pubblico è prevalentemente svolto da taxi e attraverso una rete filoviaria composta da quattro linee. Tra il 1924 e il 2006 è stata attiva una rete tranviaria che al momento della sua massima estensione contava sei linee.